# Der Blaue Engel
Pour les articles homonymes, voir Ange bleu et Blauer Engel.
Der Blaue Engel (l'Ange bleu) est un prix cinématographique qui était attribué au Festival international du film de Berlin (ou Berlinale) jusqu'en 2005.
Der Blaue Engel récompensait le meilleur film européen et était décerné par l'organisme gérant les droits d'auteur AGICOA (Association de gestion internationale collective des œuvres audiovisuelles).
Le prix, doté de 25 000 euros, a été remplacé par le prix de la meilleure première œuvre en 2006 et est parrainé par la société allemande pour l'administration des droits cinématographiques et télévisuels (Gesellschaft zur Wahrnehmung von Film- und Fernsehrechten, GWFF), une société mère de l'AGICOA. Ce prix, qui est également doté de 25 000 euros, est décerné par un jury international composé de trois membres.

## Lauréats
- 1996 : Lust och fägring stor de Bo Widerberg
- 1999 : Aller vers le soleil (Güneşe Yolculuk) de Yeşim Ustaoğlu'
- 2000 : Les Trois Vies de Rita Vogt (Die Stille nach dem Schuss) de Volker Schlöndorff
- 2001 : Intimité de Patrice Chéreau
- 2002 : Minor Mishaps (Små ulykker) d'Annette K. Olesen
- 2003 : Good Bye, Lenin! de Wolfgang Becker
- 2004 : Om jag vänder mig om de Björn Runge
- 2005 : Paradise Now de Hany Abu-Assad